# Société nationale des chemins de fer français en Algérie
La Société nationale des chemins de fer français en Algérie (in italiano Società nazionale delle ferrovie francesi in Algeria) era una società francese costituita con ordinanza governatoriale del 4 febbraio 1959 allo scopo di gestire la rete ferroviaria a scartamento normale e a scartamento ridotto dell'Algeria.
Il 30 giugno 1959 la convenzione del governo francese con l'Office des chemins de fer algériens (OCFA) ebbe termine; dal 1º gennaio 1960 iniziò l'esercizio della nuova società.
Il 5 luglio del 1962 l'Algeria proclamò l'indipendenza dalla Francia. Era quindi necessario regolare i rapporti e gli assetti precedenti, tra cui la gestione delle ferrovie. Con il decreto n. 63-183 del 16 maggio 1963 emanato dal nuovo Ministero "della ricostruzione, dei lavori pubblici e dei trasporti" dell'Algeria la Société nationale des chemins de fer français en Algérie dovette modificare i suoi statuti e, a partire dal 16 giugno 1963, anche la sua denominazione in Société nationale des chemins de fer algériens (SNCFA).